# Stazione di Livorno Calambrone
Stazione di Livorno Calambrone vasútállomás Olaszországban, Livornóban.

## Vasútvonalak
Az állomást az alábbi vasútvonalak érintik:
- Pisa–Róma-vasútvonal

## Kapcsolódó állomások
A vasútállomáshoz az alábbi állomások vannak a legközelebb:
- Stazione di Tombolo
- Stazione di Livorno Centrale